# Зигфрид IV (Лебенау)
Зигфрид IV фон Лебенау (на немски: Siegfried IV von Lebenau; † 17 декември 1210) от страничния клон Лебенау на род Спанхайми, е граф на Лебенауг (1190 – 1205) и фогт на катедралата на Залцбург и на манастирите „Св. Емерам“ и „Зееон“.

## Биография
Той е най-възрастният син на граф Ото I фон Лебенау († 8 март 1205) и първата му съпруга Еуфемия фон Дорнберг.
Зигфрид IV наследява баща си през 1205 г. През април 1209 г. той е в Ландсхут в свитата на баварския херцог Лудвиг I Келхаймерски. След една година, на 17 декември 1210 г. той умира. Понеже няма деца е наследен от по-малкия му полубрат Бернхард I като граф на Лебенау.